# Agneta Liljedahl
Agneta Liljedahl, född Löfström 10 december 1936 i Stockholm, är en svensk inredningsarkitekt. 
Liljedahl, som är dotter till arkitekt Folke Löfström och Signe Giertz, utexaminerades från Konstfackskolan 1960. Hon har drivit egen arkitektverksamhet i FL Arkitekter AB (sjuk- och friskvårdsanläggningar). Hon har varit generalsekreterare i Svenska inredningsarkitekters riksförbund och ansvarig utgivare för tidskriften Forum Närmiljö, i vilken hon varit skribent. Hon har varit styrelseledamot och vice verkställande direktör i AB Svenska Tryckeriförlaget och styrelseledamot i Arkitekturmuseets vänner. Hon ingick 1963 äktenskap med silversmed Bengt Liljedahl.